# Лангенау (Вюртемберг)
Лангенау (нем. Langenau (Württemberg)) — город в Германии, в земле Баден-Вюртемберг.
Подчинён административному округу Тюбинген. Входит в состав района Альб-Дунай. Население составляет 14 516 человек (на 31 декабря 2010 года). Занимает площадь 75,00 км². Официальный код — 08 4 25 072.
Город подразделяется на 4 городских района.

## Фотографии

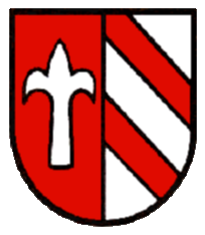
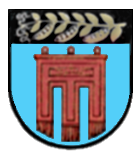